# Malente
Malente is een gemeente in de Duitse deelstaat Sleeswijk-Holstein. De gemeente maakt deel uit van de Kreis Oost-Holstein.
Malente telt 10.895 inwoners.

## Verkeer
Malente heeft vanaf het station Bad Malente-Gremsmühlen om het halfuur treinen naar Kiel en Lübeck.

## Bezienswaardigheden
- Aan de Ringstraße staat de monumentale watertoren.
- Op de Holzberg staat de 28,5 m hoge Holzbergturm.
- Ten noorden van het centrum vindt men de Tews-Kate – de oudste rokerij van Ostholstein.
- het in de jaren 60 door Karl Plomin aangelegde Kurpark Malente is een typisch voorbeeld van de landschapsarchitectuur uit die periode.

Ahrensbök ·
Altenkrempe ·
Bad Schwartau ·
Beschendorf ·
Bosau ·
Dahme ·
Damlos ·
Eutin ·
Fehmarn ·
Göhl ·
Gremersdorf ·
Grömitz ·
Großenbrode ·
Grube ·
Harmsdorf ·
Heiligenhafen ·
Heringsdorf ·
Kabelhorst ·
Kasseedorf ·
Kellenhusen ·
Lensahn ·
Malente ·
Manhagen ·
Neukirchen ·
Neustadt in Holstein ·
Oldenburg in Holstein ·
Ratekau ·
Riepsdorf ·
Scharbeutz ·
Schashagen ·
Schönwalde am Bungsberg ·
Sierksdorf ·
Stockelsdorf ·
Süsel ·
Timmendorfer Strand ·
Wangels